# Spinoza avait raison
Spinoza avait raison : Joie et tristesse, le cerveau des émotions (anglais: Looking for Spinoza: Joy, Sorrow, and the Feeling Brain, titre portugais : Ao Encontro de Espinosa) est un essai écrit par Antonio Damasio en 2003.
Dans cet essai, Damasio présente une synthèse de ses derniers travaux, hypothèses et découvertes en neuropsychologie, tout en faisant référence à la philosophie de Spinoza qui, selon l'auteur, préfigure brillamment la neurobiologie moderne de l'émotion, du sentiment et du comportement social.

## Structure de l'essai
Chapitre 1 : Et voici les sentiments
Chapitre 2 : Des appétits et des émotions
Chapitre 3 :  Les sentiments
Chapitre 4 : Depuis qu'il y a des sentiments
Chapitre 5 : Le corps, le cerveau et l'esprit
Chapitre 6 : Visite à Spinoza
Chapitre 7 : Qui est là ?